# Francisco Cesário Rodrigues Moacho
Francisco Cesário Rodrigues Moacho, (Campo Maior, 26 de Fevereiro de 1775 - São Julião da Barra, 31 de Maio de 1833) foi um boticário que desempenhou um papel relevante durante a Guerra Peninsular, ao promover um levantamento popular na vila de Campo Maior contra a presença das tropas francesas. 
Em 1808, Moacho era um boticário com estabelecimento no Largo do Terreiro, e foi responsável pela vinda das tropas espanholas da Junta Revolucionária de Badajoz, que já se haviam rebelado contra os franceses. Foi mais tarde agraciado, por carta patente de 7 de Agosto de 1813 do Príncipe Real D. João "pelos serviços prestados no Verão de 1808 e no cerco da Praça de Campo Maior em 1811" com a “patente de Major graduado de milícias", "pelos feitos que praticou na defesa da Praça da vila “por ocasião da feliz restauração deste Reino”.
 

A partir de Junho de 1811, muda-se para Lisboa onde passa a exercer funções de colaborador do então Ministro do Reino, D. Miguel Pereira Forjaz, Brigadeiro do Exército, funções que exerceu até ao advento do Absolutismo. Com o regresso a Portugal de D.Miguel, em 28 de Fevereiro de 1828, e em clima de arbitrariedades de toda a ordem, reinicia-se a perseguição aos liberais. Foi preso em Lisboa em 12 de Janeiro de 1828, e deu entrada no Forte de São Julião da Barra em 11 de Abril de 1828, onde viria a falecer em 31 de Maio de 1833.